# ローグ・ウォリアー 全面戦争
『ローグ・ウォリアー 全面戦争』（ローグ・ウォリアー ぜんめんせんそう、原題：Rogue Warrior: Robot Fighter）は、2017年6月6日に公開されたアメリカ合衆国の近未来SFアクション映画。
日本では劇場未公開。2017年10月6日にトランスフォーマーからDVD（TMSD-439）が発売された。

## キャスト
※括弧内は日本語吹替
- シエナ - トレイシー・バーゾール（一花さくら）
- ジョンソン - ウィリアム・キルシャー（真田雅隆）
- スカージ - ウィリアム・キルシャー（相樂真太郎）
- スカルクラッシャー - ダズ・クロウフォード（西垣俊作）
- ラルストン - スティーヴン・マンリー（福里達典）
- ブリスター - ティム・マクグラス（畠山豪介）
- リアーナ - アシュリー・パーク（永田涼子）
- アニカ - リヴィ・ステューベンラウシュ（佐々木千花）
- サーシス - マリリン・ギリオッティ（菊山裕希）
- ホーグランド - トニー・ギボンズ（中原勘）
- ジョナス - マーク・ハウェス（長谷部忠）
- 医師 - マイケル・スコット・マーティン（西田峻輔）

## スタッフ
- 監督：ニール・ジョンソン
- 製作：トレーシー・バーゾール、ニール・ジョンソン
- 脚本：ニール・ジョンソン
- 撮影：カイル・ライト
- 音楽：アレックス・スタロポリ、ラプソディー・オブ・ファイア

日本語版スタッフ
- 録音・調整：沈孟萱
- 吹替え演出：椿淳